# 3136 Anshan
3136 Anshan este un asteroid din centura principală, descoperit pe 18 noiembrie 1981 de Observatorul Zijinshan.